# Vrchotovy Janovice
Vrchotovy Janovice è un comune mercato della Repubblica Ceca facente parte del distretto di Benešov, in Boemia Centrale.

## Monumenti e luoghi d'interesse
- Castello di Vrchotovy Janovice